# 나카무라 교가
나카무라 교가(일본어: 仲村 京雅, 1996년 4월 25일 ~ )는 일본 출생 싱가포르의 축구 선수로 현재 탬피니스 로버스에서 미드필더로 활약 중이며 싱가포르 대표팀의 일원으로도 활동 중이다.

## 구단 경력
그는 2015년부터 2018년까지 J리그의 제프 유나이티드 지바, YSCC 요코하마, FC 류큐에서 활동하였다.

## 국가대표팀 경력
그는 2013년 FIFA U-17 월드컵에 참가할 일본 U-17 국가대표팀에 발탁되었으며, 3경기에 출전했다.

## 대회 성적

### 클럽
알비렉스 니가타 싱가포르
- 싱가포르 프리미어리그 : 4위 (2019)

탬피니스 로버스
- 싱가포르 프리미어리그 : 우승 (2020), 3위 (2022, 2023), 4위 (2021)
- 싱가포르컵 : 준우승 (2022), 3위 (2023)
- 싱가포르 커뮤니티 실드 : 우승 (2020)

### 개인 수상
- 싱가포르 프리미어리그 올해의 팀 : 2019, 2020, 2022, 2023